# Obilić
 Ovo je glavno značenje pojma Obilić. Za druga značenja pogledajte Obilić (razdvojba).
Obilić (alb. Kastrioti, u vrijeme SFRJ Obiliq, srb Обилић) je gradić i općina u sjevernom središnjem dijelu Kosova.